# Renault Sport
A Renault Sport (e suas divisões Renault Sport Racing e Renault Sport Cars) foi a divisão esportiva da marca automobilística francesa Renault para carros com o emblema da Renault e atualmente é um sub-emblema dos carros Renault gerenciados pela Alpine.
A Renault Sport foi oficialmente criada em 1976, sob a direção de Gérard Larrousse, após uma fusão entre os departamentos de competição da Alpine e da Gordini, duas filiais pertencentes à Renault, para assumir a responsabilidade pelas corridas de automóvel da montadora francesa durante a década de 1970, incluindo a vitória nas 24 Horas de Le Mans de 1978, com o Renault Alpine A442. A atividade estava inicialmente localizada em Boulogne-Billancourt, Dieppe e Viry-Châtillon. A entidade "Renault Sport Technologies" estava sediada em Les Ulis (seu ancestral "Renault Sport Rallyes" estava localizado em Antony), no centro tecnológico Paris-Saclay, enquanto a "Renault Sport F1" estava localizada em Viry-Châtillon, nas instalações da fábrica Amédée Gordini.

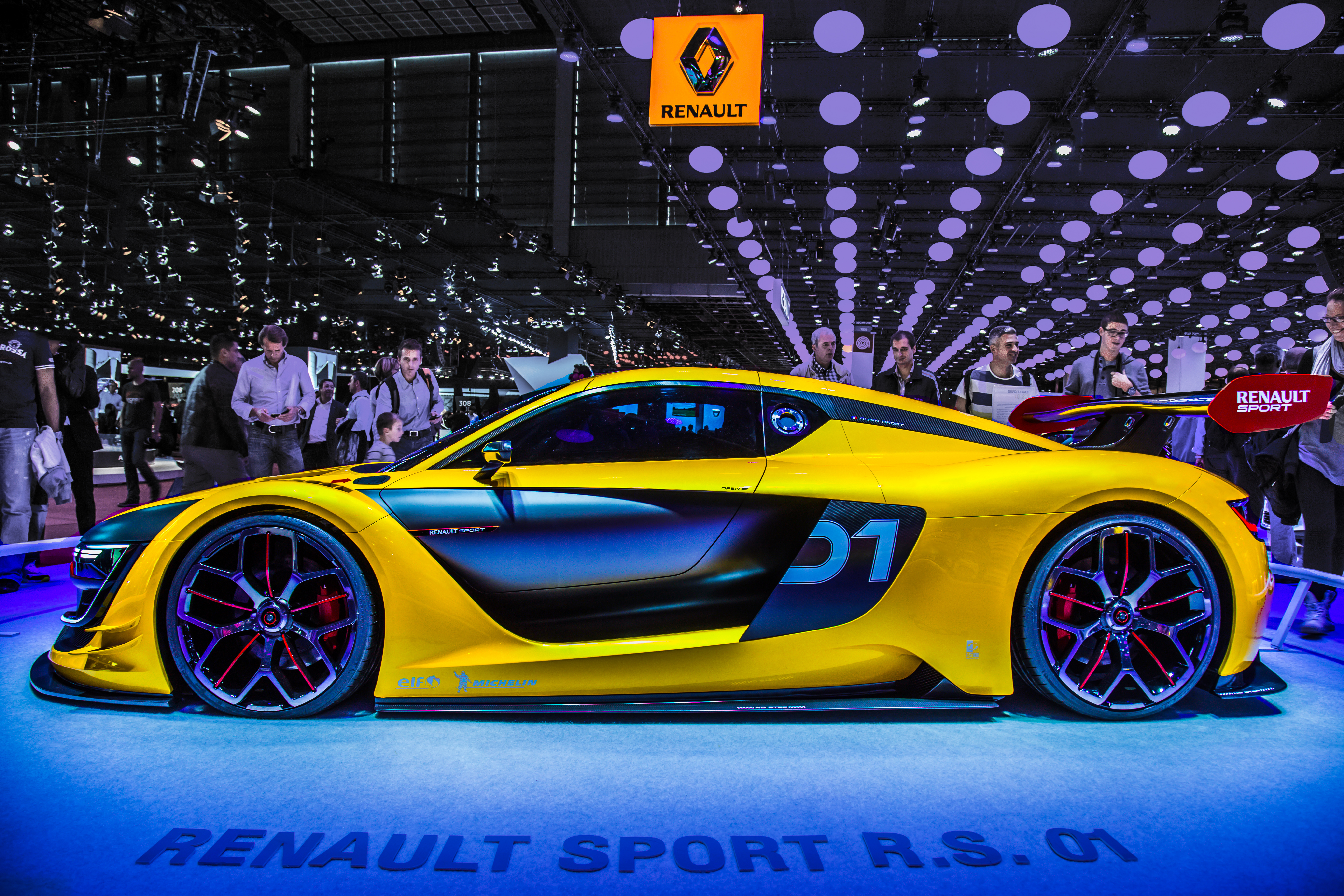
Renault Sport R.S. 01, 2014

Desde a sua criação, a Renault Sport liderou os vários programas desportivos da Renault em Endurance, Fórmula 1, ralis e turismo. Um departamento de "carros de produção" também foi lançado em 1995 para desenvolver os modelos esportivos da marca. Em 3 de fevereiro de 2016, foi anunciada uma reestruturação pelo então diretor executivo do Grupo Renault, Carlos Ghosn. A Renault Sport passou a ser composta por duas entidades, a "Renault Sport Racing" e a "Renault Sport Cars". A Renault Sport Racing ficou responsável pelas atividades esportivas da Renault, incluindo Renault Sport Formula One Team (equipe de Fórmula 1), Renault e.dams (equipe de Fórmula E), Fórmula Renault 2.0, Renault Sport R.S. 01 Trophy, bem como programas de competição para clientes nas instalações da Renault em Viry-Châtillon, na França, e em Enstone, no Reino Unido. A Renault Sport Cars (uma ramificação da Renault Sport Technologies) ficou responsável pelo desenvolvimento e comercialização da gama de veículos de produção Renault Sport. Em dezembro de 2021, todas as operações da Renault Sport foram fundidas numa unidade de negócios liderada pela Alpine. A gama de automóveis Renault Sport da Alpine deveria ser quase totalmente descontinuada até ao final de 2023.

## Resultados

### Fórmula E
(legenda) (resultados em negrito indicam pole position; resultados em itálico indicam volta mais rápida)
| Ano     | Nome                | Chassi        | Trem de força   | Pneu | N.° | Piloto          | 1   | 2   | 3   | 4   | 5   | 6   | 7   | 8   | 9   | 10  | 11  | 12  | Pontos da Equipe | Pos. da Equipe |
| ------- | ------------------- | ------------- | --------------- | ---- | --- | --------------- | --- | --- | --- | --- | --- | --- | --- | --- | --- | --- | --- | --- | ---------------- | -------------- |
| 2014–15 | Team e.dams Renault | Spark SRT01-e | SRT01-e         | M    |     |                 | PEQ | PUT | PDE | BNA | MIA | LBH | MON | BER | MSC | LON | LON |     | 232              | 1°             |
| 2014–15 | Team e.dams Renault | Spark SRT01-e | SRT01-e         | M    | 8   | Nicolas Prost   | 12† | 4   | 7   | 2   | 1   | 14  | 6   | 10  | 8   | 7   | 10  |     | 232              | 1°             |
| 2014–15 | Team e.dams Renault | Spark SRT01-e | SRT01-e         | M    | 9   | Sébastien Buemi | Ret | 3   | 1   | Ret | 13  | 4   | 1   | 2   | 9   | 1   | 5   |     | 232              | 1°             |
| 2015–16 | Renault e.dams      | Spark SRT01-e | Renault Z.E.15  | M    |     |                 | PEQ | PUT | PDE | BNA | MEX | LBH | PAR | BER | LON | LON |     |     | 270              | 1°             |
| 2015–16 | Renault e.dams      | Spark SRT01-e | Renault Z.E.15  | M    | 8   | Nicolas Prost   | Ret | 10  | 5   | 5   | 3   | 11  | 4   | 4   | 1   | 1   |     |     | 270              | 1°             |
| 2015–16 | Renault e.dams      | Spark SRT01-e | Renault Z.E.15  | M    | 9   | Sébastien Buemi | 1   | 12  | 1   | 2   | 2   | 16  | 3   | 1   | 5   | Ret |     |     | 270              | 1°             |
| 2016–17 | Renault e.dams      | Spark SRT01-e | Renault Z.E.16  | M    |     |                 | HKG | MAR | BNA | MEX | MON | PAR | BER | BER | NIQ | NIQ | MTR | MTR | 268              | 1°             |
| 2016–17 | Renault e.dams      | Spark SRT01-e | Renault Z.E.16  | M    | 8   | Nicolas Prost   | 4   | 4   | 4   | 5   | 9   | 5   | 5   | 8   | 8   | 6   | 6   | Ret | 268              | 1°             |
| 2016–17 | Renault e.dams      | Spark SRT01-e | Renault Z.E.16  | M    | 9   | Sébastien Buemi | 1   | 1   | 1   | 13  | 1   | 1   | DSQ | 1   |     |     | DSQ | 11  | 268              | 1°             |
| 2016–17 | Renault e.dams      | Spark SRT01-e | Renault Z.E.16  | M    | 9   | Pierre Gasly    |     |     |     |     |     |     |     |     | 7   | 4   |     |     | 268              | 1°             |
| 2017–18 | Renault e.dams      | Spark SRT01-e | Renault Z.E. 17 | M    |     |                 | HKG | HKG | MAR | SAN | MEX | PDE | ROM | PAR | BER | ZUR | NIQ | NIQ | 133              | 5°             |
| 2017–18 | Renault e.dams      | Spark SRT01-e | Renault Z.E. 17 | M    | 8   | Nicolas Prost   | 9   | 8   | 13  | 10  | Ret | 15  | 14  | 16  | 14  | Ret | 10  | 11  | 133              | 5°             |
| 2017–18 | Renault e.dams      | Spark SRT01-e | Renault Z.E. 17 | M    | 9   | Sébastien Buemi | 11  | 10  | 2   | 3   | 3   | Ret | 6   | 5   | 4   | 5   | 3   | 4   | 133              | 5°             |

#### Outras equipes fornecidas pela Renault
| Ano     | Equipe    | Chassi        | Trem de força   | Pneu | N.° | Pilotos             | Ponto | Pos. | Fonte  |
| ------- | --------- | ------------- | --------------- | ---- | --- | ------------------- | ----- | ---- | ------ |
| 2016–17 | Techeetah | Spark SRT01-e | Renault Z.E. 16 | M    | 25  | Jean-Éric Vergne    | 156   | 5°   | [ 10 ] |
| 2016–17 | Techeetah | Spark SRT01-e | Renault Z.E. 16 | M    | 33  | Ma Qing Hua         | 156   | 5°   | [ 10 ] |
| 2016–17 | Techeetah | Spark SRT01-e | Renault Z.E. 16 | M    | 33  | Esteban Gutierrez   | 156   | 5°   | [ 10 ] |
| 2016–17 | Techeetah | Spark SRT01-e | Renault Z.E. 16 | M    | 33  | Stephane Sarrazin}} | 156   | 5°   | [ 10 ] |
| 2017–18 | Techeetah | Spark SRT01-e | Renault Z.E. 17 | M    | 18  | André Lotterer      | 262   | 2°   | [ 10 ] |
| 2017–18 | Techeetah | Spark SRT01-e | Renault Z.E. 17 | M    | 25  | Jean-Éric Vergne    | 262   | 2°   | [ 10 ] |